# Alberto Bayo
Pour les articles homonymes, voir Bayo.
Alberto Bayo y Giroud (né en 1892 à Camagüey, à Cuba et mort en 1967 à La Havane) est un militaire, pilote, officier républicain pendant la guerre civile espagnole, puis officier cubain. Il est également poète et écrivain.

## Biographie

### Enfance et formation
Fils d'un père espagnol, Pedro Bayo Guía, colonel d'artillerie et d'une mère cubaine, Concepcíon Giroud de Varona, il naît à Cuba (à cette époque, colonie espagnole) dans la ville alors dénommée Puerto de Principe.
Son père a trois fils de sa précédente union avec Concepción Lucía Vicente : Celestino (1879-1912), Alfonso (1883-1955) et Enrique, tous militaires, dont deux pilotes. Alberto a une sœur, María Bayo Giroud et un frère Joaquín Bayo Giroud.
L'un de ses arrière-grands-pères, José Isabel Giroud (sans doute originellement : Joseph Elisabet Giroud), est un immigré à Cuba, né en France à Ferney-Voltaire, le 30 avril 1781. Cet ancêtre, fondeur de cloches, laisse un témoignage de son travail en 1853, au clocher du couvent de Saint-François d'Assise de Trinidad.

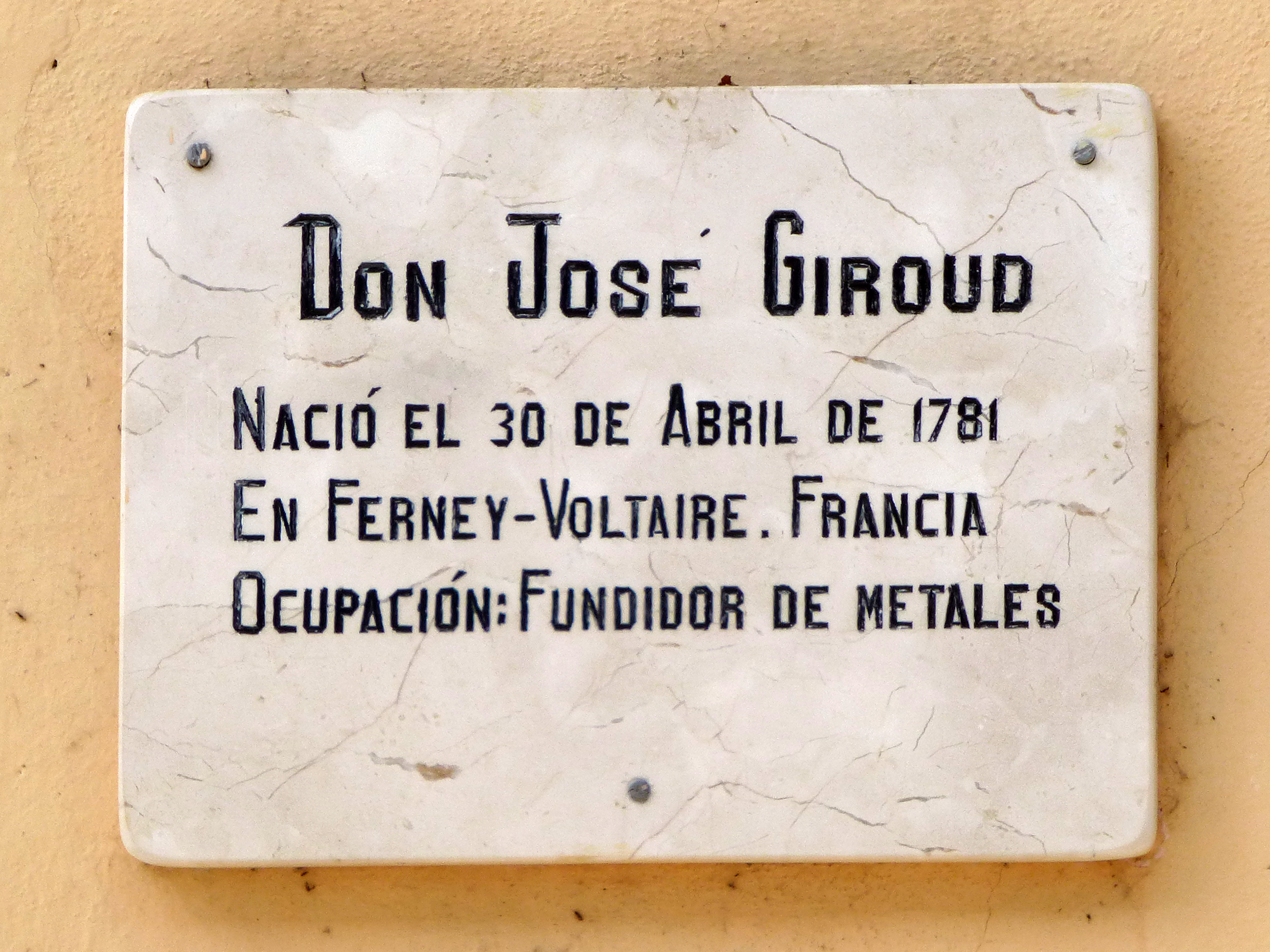
Plaque en hommage à Joseph Giroud

Alberto Bayo étudie à Barcelone puis une année aux États-Unis (La Nouvelle-Orléans) avant d'entrer à l'Académie militaire espagnole de Tolède en 1912, dont il sort officier. Le 29 juin 1912, son demi-frère et pionnier de l'aviation, le capitaine Celestino Bayo Lucía, meurt dans le premier accident aérien militaire d'Espagne,,.
En 1915, il rejoint l'École de l'Air espagnole, située à Madrid (Aeródromo de Cuatro Vientos). Breveté pilote en mars 1917, il participe à la guerre du Rif et se lie avec des officiers dont Ramón Franco, frère du futur Caudillo, affecté comme lui à l'Armée de l'Air espagnole, qui penchera plus tard, un temps, du côté républicain.
Bayo opère en Afrique de 1917 à 1926. Le 14 juin 1923, il est blessé à l’œil droit lors d'un duel contre un autre officier aviateur, Joaquín González Gallarza et renvoyé en décembre 1923 de l'Armée de l'air espagnole ; il est alors affecté à la Légion espagnole, sous les ordres de Francisco Franco. Gravement blessé au combat, il passe près d'une année à l'hôpital.

### Officier républicain pendant la guerre civile
Acquis aux idées républicaines, il se trouve à Barcelone au début de la guerre d'Espagne, en tant que chef de l'aéronavale. Il détient alors le grade de commandant. Le soulèvement nationaliste débute le 17 juillet 1936. La Généralité de Catalogne confie à Bayo l'attaque des Baléares. Le général nationaliste Manuel Goded commande alors militairement les îles, confisquant le pouvoir civil et organisant la défense de Majorque pour le compte des franquistes à compter du 19 juillet.
Le 23 juillet 1936 ainsi que le 28 juillet 1936, l'aviation républicaine bombarde Palma. Le 8 août 1936, le détachement républicain venu de Valence s'installe à Ibiza ainsi qu'à Formentera, avec l'aide de la colonne de Manuel Uribarri. Le 16 août 1936, avec des miliciens renforcés par une partie de la garnison de Minorque, après s'être brouillé avec les anarchistes débarqués à Cabrera, Bayo débarque à Majorque une troupe d'environ 4 000 miliciens. Les Républicains mettent pied à terre à Cala Anguila (400 hommes), Cala Petita (500 hommes), puis Porto Cristo (1 200 hommes), Punta n'Amer-Playa sa Coma (1 100 hommes) et Cala Morlanda (150 hommes) près de Son Servera. Bayo installe son quartier général à Sa Coma. Porto Cristo, pratiquement sans défense, est mise à sac par les Républicains. Après avoir tenu quelques jours, les Républicains refluent, faute d'appuis, devant la contre-offensive nationaliste. Les Italiens, sous la houlette d'Arconovaldo Bonaccorsi dit le « comte Rossi » (« conde Rossi ») arrivent le 26 août et conduisent des opérations aériennes en appui des Nationalistes dès le jour suivant. Après avoir perdu le contrôle du ciel, avoir été mitraillé et bombardé par l'aviation ennemie, les Républicains rembarquent dans la confusion le 3 septembre 1936,, se rendant soit à Barcelone, soit à Mahon. Les Nationalistes comptent 79 morts et 111 blessés ; les Républicains dénombrent de 500 à 1500 morts. Des prisonniers Républicains sont sommairement exécutés par les Franquistes, notamment au cimetière de Son Coletes, près de Manacor. Parmi eux, cinq infirmières de la croix-rouge.
Le Comité des Milices de Barcelone, présidé par Juan García Oliver, met en cause l'impréparation et la responsabilité de Bayo dans le désastre majorquin ; celui-ci échappe à toute sanction dure grâce à l'intervention d'Indalecio Prieto.
Bayo œuvre ensuite comme instructeur et participe à la bataille de Brunete, près de Madrid, en juillet 1937 ; il est nommé lieutenant-colonel par le gouvernement républicain espagnol.

### Instructeur militaire au Mexique et à Cuba
Après la défaite des républicains en 1939, il se réfugie au Mexique où il devient instructeur à l'école militaire d'aviation de Guadalajara et fabricant de meubles. C'est à Mexico, en 1955, qu'il rencontre Fidel Castro et Ernesto Guevara. Bayo les entraîne à la guérilla en vue de l'opération désastreuse de débarquement du Granma. Cet échec débouchera sur la constitution du maquis castriste dans la Sierra Maestra.
Après la prise du pouvoir par Fidel Castro en 1959, il est nommé commandante dans l'armée cubaine. Il meurt en 1967 avec le grade de général dans cette armée[réf. nécessaire].
Marié avec Carmen Cosgaya Torija le 20 septembre 1925, leurs deux fils occupèrent des postes administratifs dans le gouvernement cubain : l'un comme officier, l'autre comme ambassadeur.

## Écrits
- Cualquier cosilla (poésie), Espagne, 1911
- Mis cantos de aspirante (poésie), Espagne, 1911
- Cadetadas (poésie), Espagne, 1912
- Canciones del Alkázar (poésie), Espagne, 1914
- Juan de Juanes (nouvelle), Espagne, 1926
- Uncida al yugo (novela), Espagne, 1926
- Dos años en Gomara, Espagne, 1928
- La guerra será de los guerrilleros, Espagne, 1937
- El tenorio laico (poésie), Espagne, 1938
- Mi desembarco en Mallorca, Mexique, 1944
- Tempestad en el Caribe, Mexique, 1950
- Cámara, Mexique (histoire), 1951
- El caballero de los tristes destinos (capitán Alonso de Ojeda), Mexique, 1953
- Magallanes, el hombre más audaz de la tierra, Mexique, 1953
- 150 preguntas a un guerrillero, Mexique, 1955
- Fidel te espera en la Sierra (poésie), Mexique, 1958
- Mis versos de rebeldía, Mexique, 1958
- Sangre en Cuba (poésie), Mexique, 1958
- Mi aporte a la revolución cubana, 1960
- El tenorio cubano (poésie), 1960
- Versos revolucionarios, 130 p., 1960
- Mis versos,  223 p., 1965